# 臺南市立學甲國民中學
學甲國中是一所位於臺灣臺南市學甲區的市立國民中學，於1956年設立，是學甲區唯一的一所國民中學。目前學生人數共二百二十八人。

## 沿革
1956年，學甲初中分部創立，當時隸屬於縣立北門農業職業學校，同年9月招生四班，借用學甲國小故址（現天仁工商汽車實習工場）上課。1958年，學生人數增加至十一個班級，教室不夠使用，因此使用茅草簡易建築作為臨時教室。在陳華宗先生的協助下，於1959年3月找到了現在的校址，並在翌年元月開始動工。全校遷入新址後，規模大幅擴增，因此在1960年6月獲准獨立設校，正式名為台南縣立學甲初級中學，並由劉智先生擔任首任校長。1968年8月，全國實施九年一貫國民教育，學校奉令改制，更名為台南縣立學甲國民中學。1973年8月成立附設中級補校，正式招生上課，但由於學生來源不足，在1980年7月結束了中級補校的課程。

## 校園建築
學甲國中排球館在1998年興建，設有三座標準排球場，曾舉辦多項國內運動賽事，也是2023年全國運動會室內排球資格賽的場地。

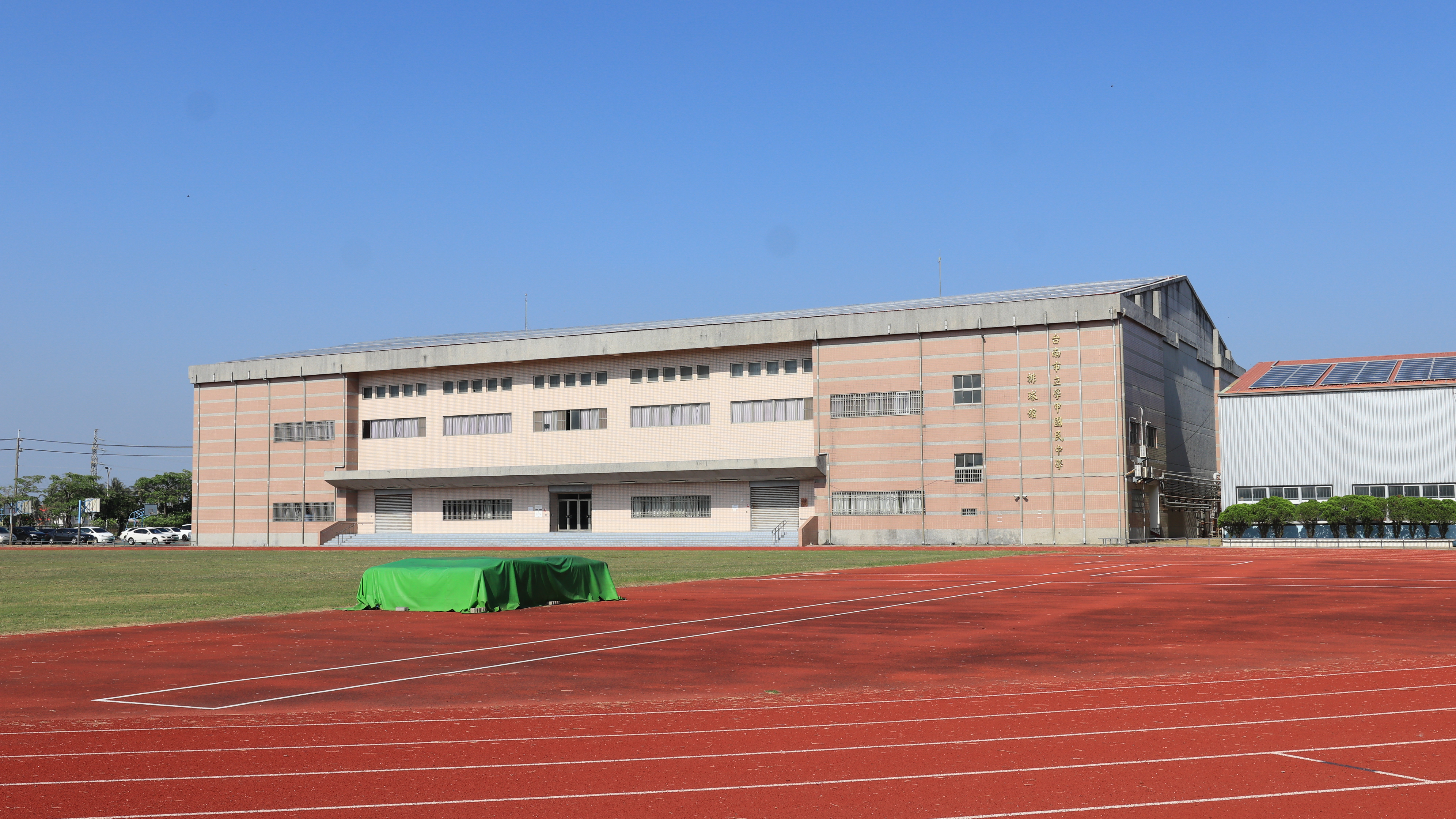
校園景色-運動場及排球館

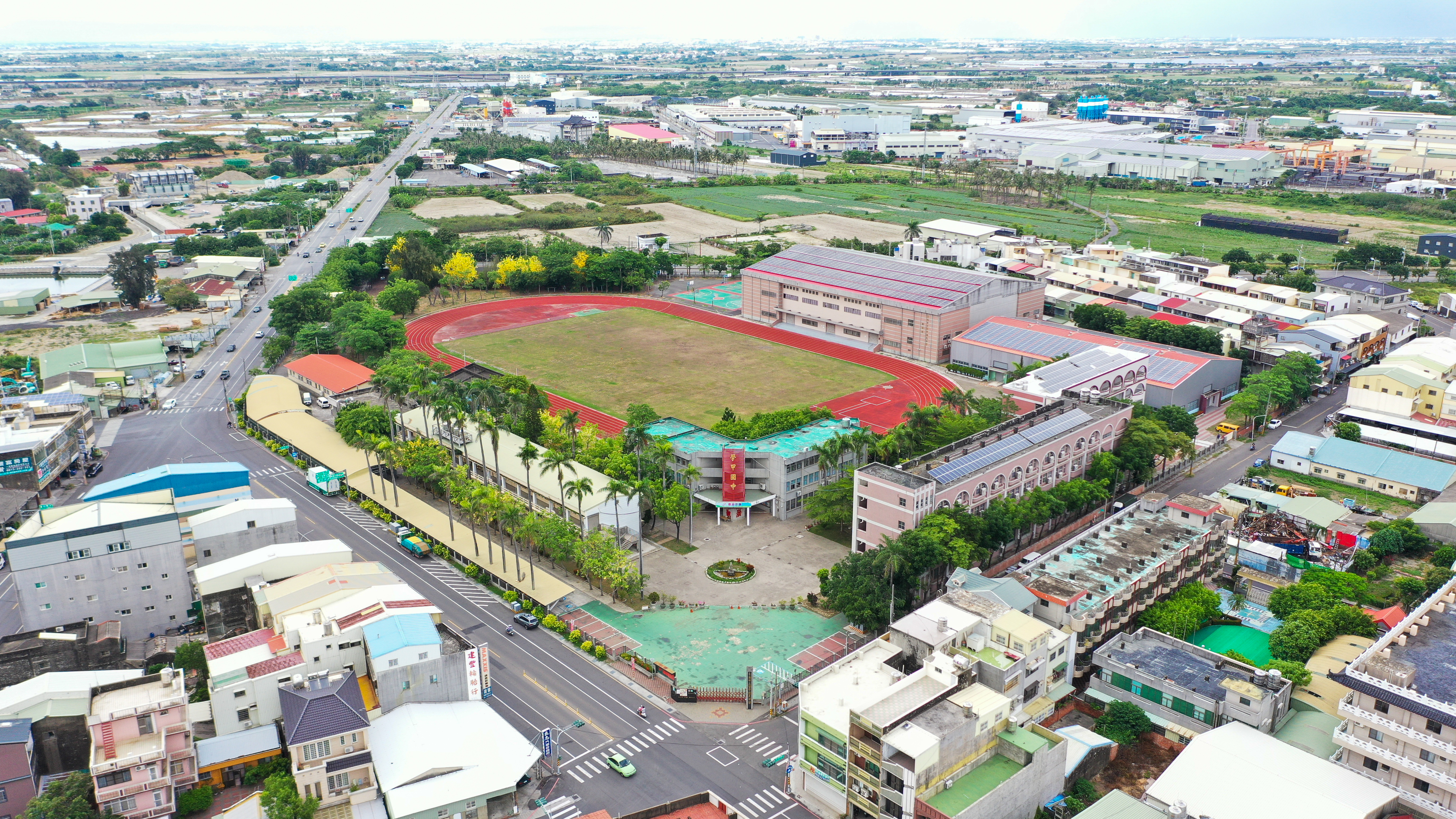
校園全區及四周環境空拍圖

## 歷任校長

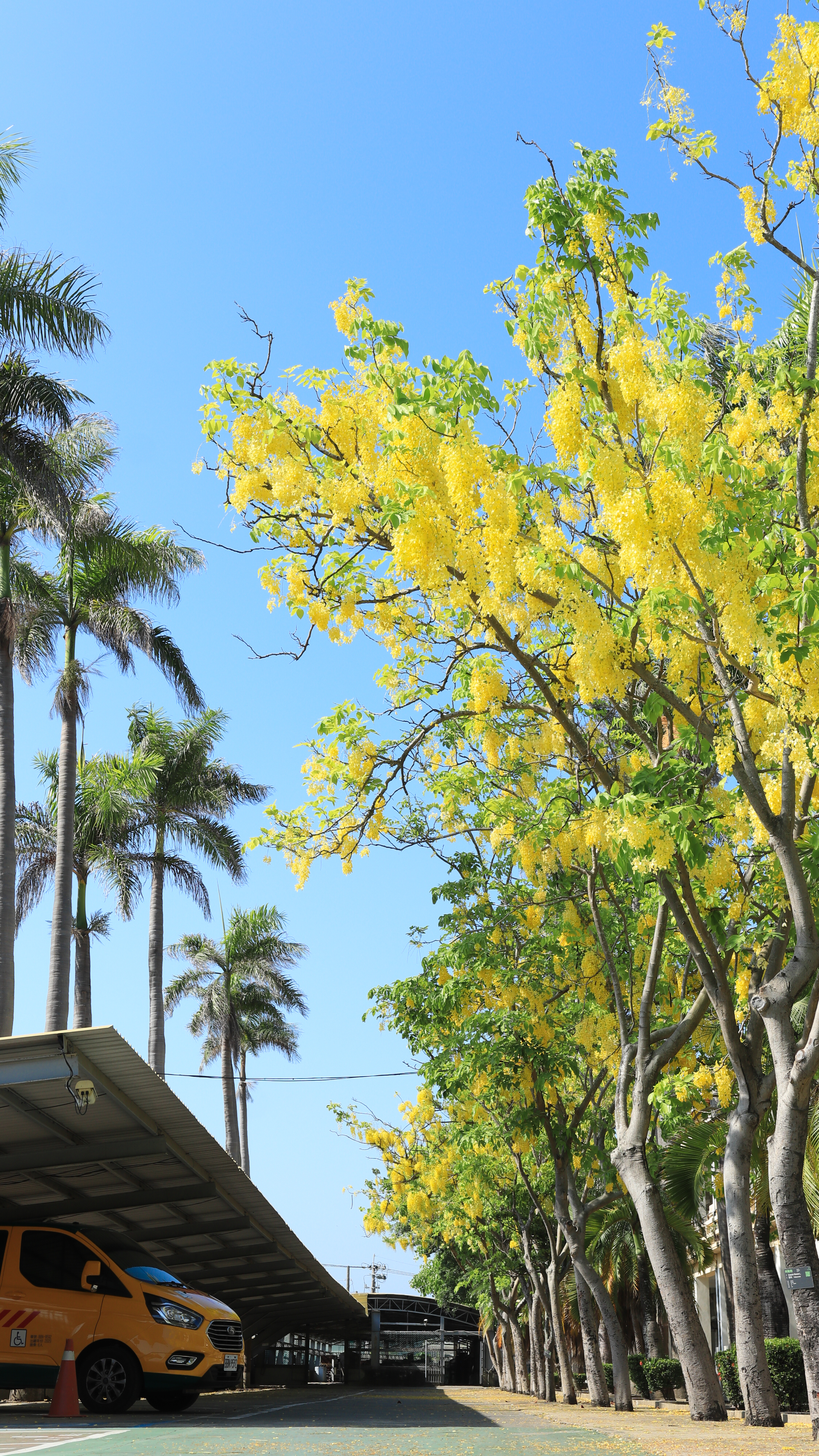
校園-停車棚及校內林蔭

| 任次     | 姓名       | 任期                  | 備註 |
| 籌備主任 | 劉智       | 1956年－1960年10月    |      |
| 1        | 劉智       | 1960年6月－1965年10月 |      |
| 2        | 黃華昌     | 1965年10月－1971年8月 |      |
| 3        | 王築辰     | 1971年8月－1972年11月 |      |
| 4        | 林煇啣命   | 1972年11月－1973年2月 |      |
| 5        | 沈征帆先生 | 1973年2月－1975年7月  |      |
| 6        | 王澄助     | 1975年7月－1982年8月  |      |
| 7        | 王茂德     | 1982年8月－1989年8月  |      |
| 8        | 陳廷輝     | 1989年8月－1993年2月  |      |
| 9        | 林淑娥     | 1993年2月－2000年8月  |      |
| 10       | 陳新春     | 2000年8月－2005年2月  |      |
| 11       | 李玉桂     | 2005年2月－2005年8月  |      |
| 12       | 陳進德     | 2005年8月－2007年8月  |      |
| 13       | 姜淑燕     | 2007年8月－2013年8月  |      |
| 14、15   | 王聖銘     | 2013年8月－2021年8月  |      |
| 16       | 陳俊雄     | 2021年8月－           |      |

## 外部連結
- 台南市立學甲國民中學